# 巴格拉伊 (沃洛奇斯克區)
49°29′44″N 26°34′32″E / 49.49556°N 26.57556°E
巴赫拉伊（烏克蘭語：Баглаї）是位於烏克蘭西部的村莊，由赫梅利尼茨基州裡赫梅利尼茨基區的納爾凱維奇市鎮負責管轄。該村面積1.44平方公里，海拔高度303米，2001年人口254，人口密度每平方公里176.5人。